# Oomtelecopon setosum
Oomtelecopon setosum är en skalbaggsart som beskrevs av Perkins 2005. Oomtelecopon setosum ingår i släktet Oomtelecopon och familjen vattenbrynsbaggar. Inga underarter finns listade i Catalogue of Life.